# Mavedans
Mavedans er det danske udtryk for orientalsk dans.
Mavedans siges at være én af verdens ældste danseformer. Den stammer fra Den Arabiske Halvø, det gamle Persien og Nordafrika. Traditionelt danses den også i Tyrkiet. Hvert land har sine dansetraditioner, som kan variere meget fra egn til egn. Op mod 100 stilarter kan dokumenteres. Hertil kommer, at hver enkelt landsby ofte har sine egne traditioner, når det gælder bevægelser, trinvariationer, dragter, musik og udtryk. Da europæiske rejsende kom til Orienten i 1800-tallet og så mavedans, havde de aldrig set noget lignende. På den tid i Europa kendte man slet ikke til danse, som havde bevægelser med underkrop og bækken på samme måde som i mavedans.[kilde mangler] De døbte den mavedans, på engelsk bellydance, på fransk danse du Ventre og på tysk Bauchtanz – mest fordi man var så fascineret af den bølgende mave. Det er dog en ret misforstået betegnelse. Som de fleste ved, danser man ikke kun med maven. Faktisk er bækkenet og hofterne de vigtigste kropsdele i dansen, mens mave, skuldre, hoved, arme og hænder også danser med. På arabisk kaldes dansen for raqs sharqi (رقص شرقي) som direkte betyder orientalsk dans.
I dag kan man se nogle af de dygtigste mavedansere i Egypten, Libanon, Syrien, Tunesien, Marokko, Tyrkiet og Pakistan. I nogle lande Mellemøstlige lande er det dog forbudt af kulturelle årsager og andre steder er det snarere en ny fritidsinteresse, som i Danmark. Her er der mange kvinder (og også få mænd) der danser mavedans.
- Wikimedia Commons har flere filer relateret til Mavedans

| Dans | Spire Denne artikel om dans eller danseudtryk er en spire som bør udbygges. Du er velkommen til at hjælpe Wikipedia ved at udvide den. |